# Gussy Holl
Gussy Holl, nata Auguste Marie Christine Holl, nota anche come Auguste Marie Christine Veidt (Francoforte sul Meno, 22 febbraio 1888 – Salisburgo, 16 luglio 1966), è stata un'attrice e cantante tedesca; fu per breve tempo una star del cinema muto durante la prima Repubblica di Weimar, apparendo in produzioni come Nostalgia (1921) di F. W. Murnau. Al 2021 solo uno dei suoi film era sopravvissuto.

## Biografia

### Primi anni e formazione
Auguste Marie Christine Holl nacque il 22 febbraio 1888 a Francoforte sul Meno da Georg Holl e Marie Christine Holl. Ebbe un fratello di nome Georg.

### Il cabaret
La Holl era un artista dello Schall und Rauch, un cabaret di Berlino fondato da Max Reinhardt nel 1901. Soprannominata l'elegante strega biondo argento, cantava e recitava. Ha ispirato numerose canzoni di Walter Mehring e Kurt Tucholsky, tra queste "The Blonde Lady Sings" e "Petronella", una parodia della tendenza berlinese per la nudità sul palco e uno sguardo agli strip club. Tucholsky scrisse della Holl: "Francoforte ha prodotto due grandi uomini: Goethe e Gussy Holl... Può fare qualsiasi cosa: odiare e amare, accarezzare e battere, cantare e parlare, non c'è tonalità che non faccia parte della sua lira", e: "A differenza di qualsiasi altro artista tedesco, questa donna rara e gloriosa è qualificata e destinata a diventare una grande cantante politica. Non menzionerò nemmeno la sua straordinaria arte della parodia e la sua capacità di sorvolare le cose più audaci con un balzo aggraziato: a noi interessa solo l'artista che ha più da dire a una sala piena di persone che pensano politicamente di quanto potrebbero dire dieci giornalisti." Oltre ad essere la star numero uno del cabaret nella Repubblica di Weimar, fu anche un'imitatrice di successo a New York.

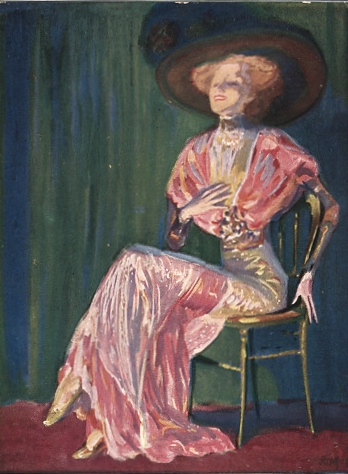
Portrait of Gussy Holl by Paul Rieth, c. 1918

### Esordio nel cinema
Gussy Holl fece il suo debutto cinematografico nel cortometraggio del 1913 The Sky Monster, intitolato anche America to Europe in an Airship o Kidnapped in Midair. Il film fu distribuito in America dalla Universal nel 1914. Non apparve in un altro film fino al 1919, quando recitò nel film illuminista di Richard Oswald Prostitution accanto a suo marito, Conrad Veidt e Reinhold Schünzel. Successivamente è apparsa in Madness (1919), seguita da The Night at Goldenhall (1920), entrambi diretti e interpretati da Veidt. Film-Kurier scrisse della performance di Holl in Madness: "Gussy Holl dovrebbe rinunciare alla recitazione [cinematografica]. È pietoso vedere questa artista, che è impareggiabile nel suo ambito, impegnata in un compito che non riesce a padroneggiare nonostante i suoi migliori sforzi." La Holl disse a Lotte Eisner del film: "Il film non si chiamava solo Madness, ma era proprio una follia, e non riesco a ricordare nulla della storia."
L'ultima apparizione della Holl fu in Nostalgia (1921) di Murnau.

### Vita privata
La Holl si sposò due volte; il suo primo matrimonio fu con l'attore Conrad Veidt. Il loro grande matrimonio ebbe luogo il 10 giugno 1918. Si separarono nel 1919, ma tentarono di riconciliarsi più volte. I due divorziarono nel 1922, e lei in seguito disse a Françoise Rosay, "Scusai molti dei suoi fallimenti e capricci perché lo amavo. Ma un giorno mi ha fatto una cosa che non potevo perdonare. Quella sera cantavo al cabaret. L'ho lasciato a casa e lui mi ha detto: 'Ho invitato alcuni amici; mentre ti aspettiamo ceniamo.' Si dà il caso che avessi ricevuto un vestito nuovo da Parigi. Quella sera, finito il lavoro, arrivo a casa e cosa vedo? Tutti questi signori vestiti da donne. E Conrad aveva indossato il mio vestito parigino. A questo punto ho divorziato!'

### Anni successivi e morte
Sposò Emil Jannings il 28 luglio 1923 e rimase con lui fino alla sua morte nel 1950. Nessuno dei due matrimoni produsse figli, anche se lei era la matrigna della figlia di Jannings, Ruth-Maria. La Holl ebbe una figlia chiamata "Boubie"; il padre era presumibilmente un parente stretto di Guglielmo II.
Morì il 16 luglio 1966 a Salisburgo.

## Filmografia
- The Sky Monster (1913)
- Prostitution - perduto (1919)
- Madness - perduto (1919)
- The Night at Goldenhall - perduto (1920)
- People in Ecstasy - perduto (1921)
- Nostalgia (Sehnsucht), regia di Friedrich Wilhelm Murnau (1921) - perduto